# Arenaria oligosperma
Arenaria oligosperma là loài thực vật có hoa thuộc họ Cẩm chướng. Loài này được Naudin mô tả khoa học đầu tiên năm 1846.